# Cerastium borisii
Cerastium borisii là loài thực vật có hoa thuộc họ Cẩm chướng. Loài này được Zakirov mô tả khoa học đầu tiên năm 1950.